# Куратовская, Зофия
Зофия Куратовская (20 июля 1931, Skolimów-Konstancin, Мазовецкое воеводство — 8 июня 1999, Претория) — польский врач, политик и дипломат. Её отец, Казимеж Куратовский, был математиком, работавшим в Варшавской математической школе. Куратовская принимала участие в Варшавском восстании во время Второй мировой войны. После окончания войны она окончила Варшавский медицинский университет по специальности гематология и стала врачом. В 1980-х годах она присоединилась к движению «Солидарность» и стала одним из их медицинских работников.
За время своего пребывания в «Солидарности» она заботилась о более чем 1000 политических заключённых и издавала подпольные журналы, в которых говорила о недостаточности ухода за ними и неадекватные условия их жизни. Во время эпидемии ВИЧ/СПИДа в 1980-е правительство обратилось к Куратовской и работало с ней над предотвращением распространения вируса, несмотря на то, что в начале десятилетия она была внесена в чёрный список из-за её деятельности в рамках движения «Солидарность». В 1989 году она приняла участие в Соглашении польского круглого стола и оттуда баллотировалась в Сенат на первых демократических выборах. Она победила, набрав 82,5 процента голосов, что является самым большим перевесом среди всех кандидатов; она добилась такого результата, заявив, что «не может ничего обещать». В свой первый срок она была выбрана заместителем спикера Сената. В это время она также руководила гематологической клиникой Варшавской медицинской школы.
Куратовская была переизбрана в Сенат в 1991 году, а в 1993 году снова заняла должность заместителя спикера во время своего третьего срока. Она работала в Комитете по социальным вопросам и здравоохранению и Комитете по иностранным делам. После того, как в 1997 году её срок истёк, её назначили послом в Южную Африку, где она провела остаток своей жизни, умерев в 1999 году.

## Награды
- Рыцарский крест ордена Возрождения Польши (1987)[7]
- Командорский крест ордена Polonia Restituta (1990)[8]
- Командорский крест со звездой ордена Polonia Restituta (1997)[9]